# Sankt Peter am Kammersberg
Sankt Peter am Kammersberg osztrák mezőváros Stájerország Muraui járásában. 2017 januárjában 2069 lakosa volt.

## Elhelyezkedése

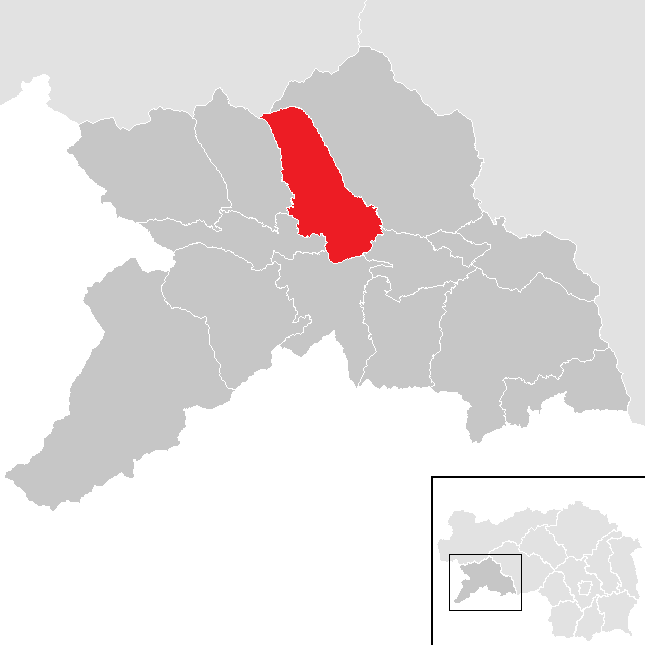
Sankt Peter am Kammersberg a Muraui járásban

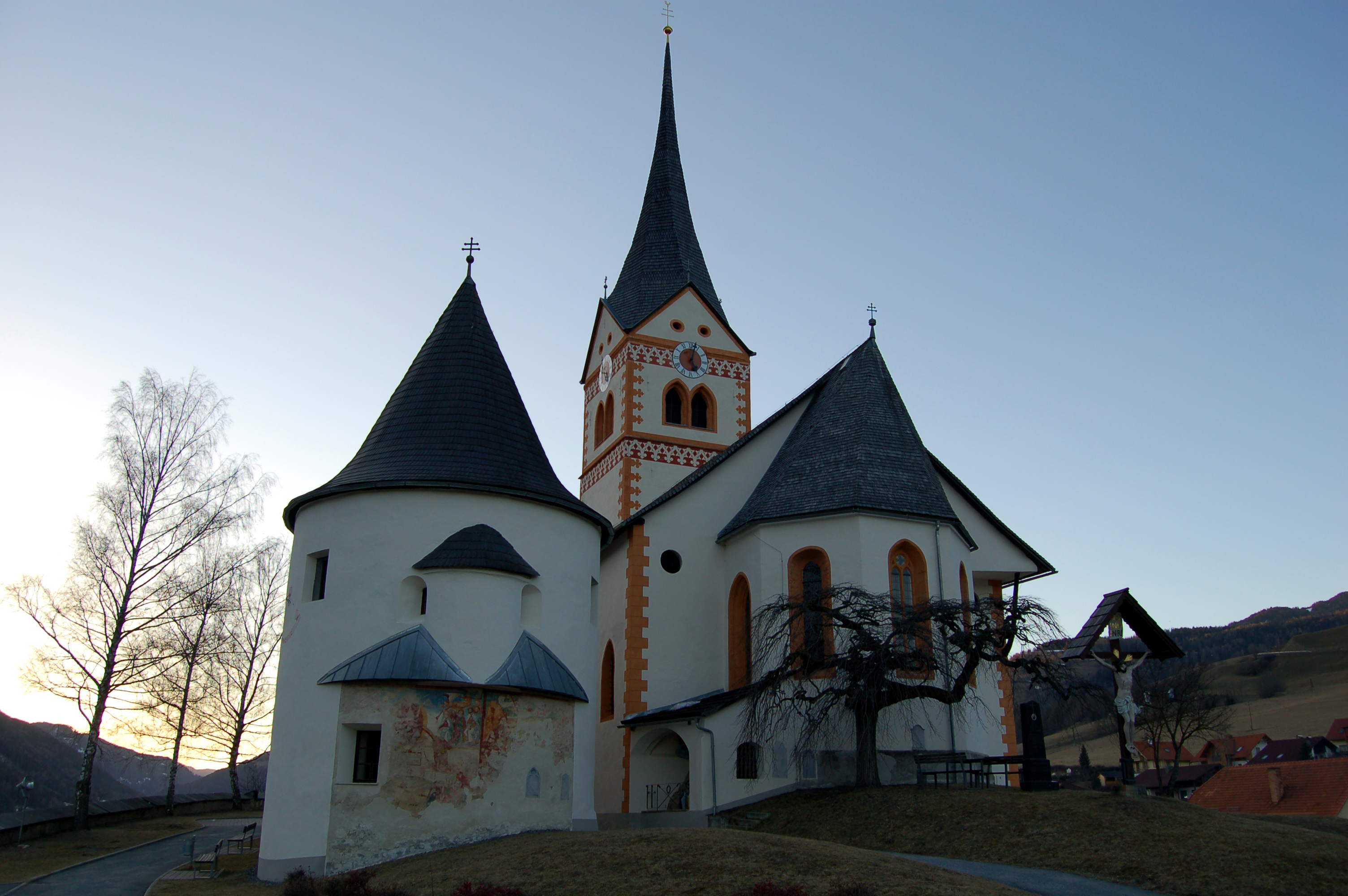
A Szt. Péter-plébániatemplom és a kerek csontház

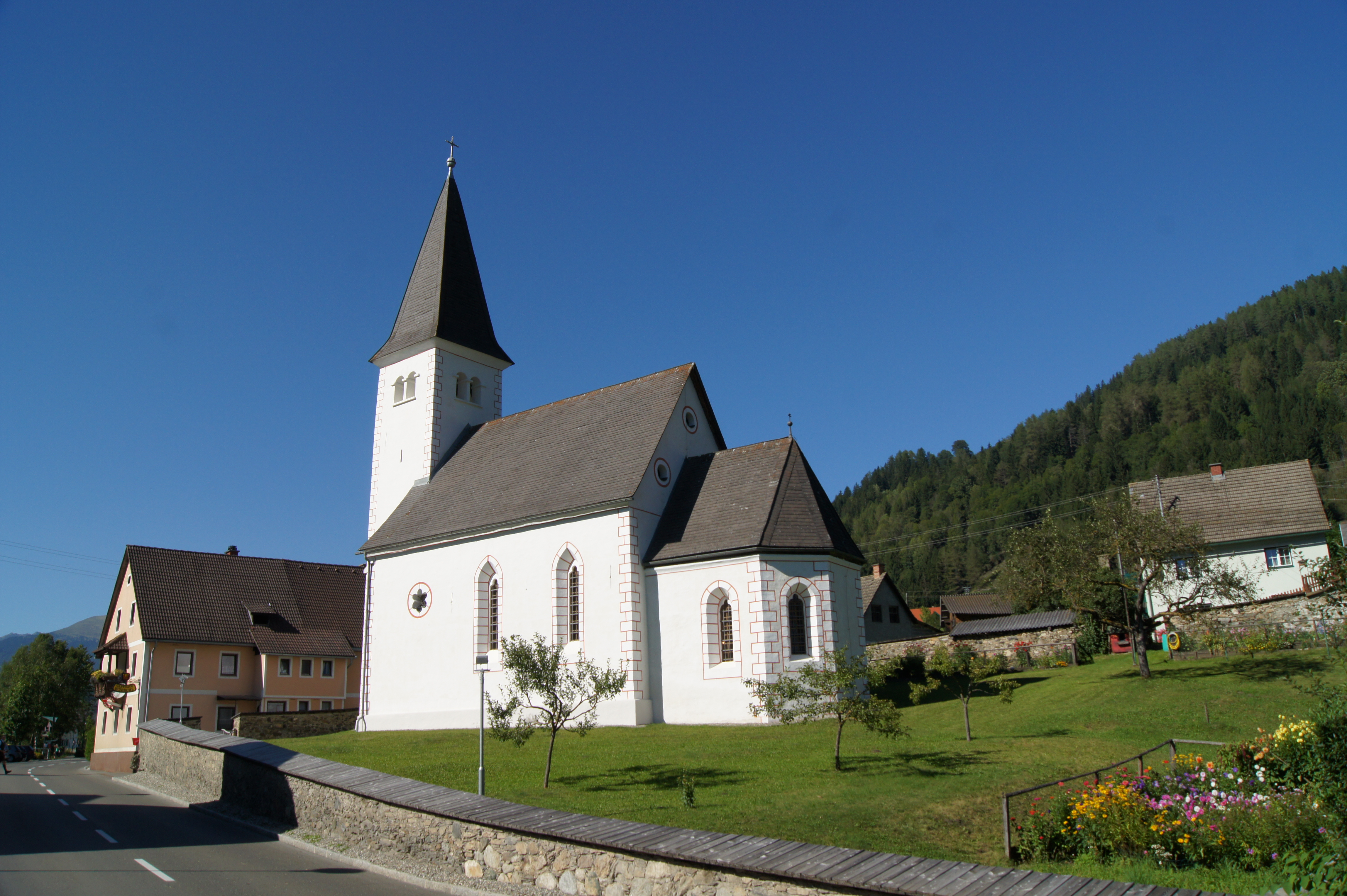
A Szt. Bertalan-templom

Sankt Peter am Kammersberg Felső-Stájerországban fekszik a Wölzi-Tauern hegységben, a Katschbach (a Mura bal mellékfolyója) mentén. Legmagasabb pontja a 2474 méteres Greim. Az önkormányzat 7 települést egyesít (valamennyit saját katasztrális községében): Althofen (225 lakos), Feistritz am Kammersberg (306), Kammersberg (120), Mitterdorf (217), Peterdorf (256), Pöllau am Greim (283) és St. Peter am Kammersberg (680).
A környező önkormányzatok: keletre Oberwölz, délkeletre Teufenbach-Katsch, délre Murau, délnyugatra Ranten, nyugatra Schöder, északra Sölk.

## Története
Sankt Petert (illetve Henrik nevű elöljáróját) először 1245-ben említik, bár maga a település bizonyosan jóval régebbi, már 1072-ben is létezhetett. Hogy megkülönböztessék a hasonló nevű falvaktól, ekkoriban a "Wölz melletti" jelzőt használták a nevében; a Kammersberggel először 1413-ban hozták kapcsolatba. Egy 1257-es dokumentumból kitűnik, hogy ekkor temploma (és maga a falu is) freisingi püspökséghez tartozott. A püspöki uradalom központja a Katsch-völgyben maga Katsch település volt, ahol vár is épült; innen indult ki a völgy felső szakaszának betelepítése. Egy 1305-ös urbárium szerint a St. Peter-i kamarás (elöljáró) évente 4 ezüstmárkát, 10 lovat és 5 rőf lenvásznat volt köteles beszolgáltatni a püspöknek. Ekkor a falu kb. 40 jobbágytelekből állt. A késő középkorra már St. Peter vált a völgy legnagyobb és központi településévé.
A települési önkormányzat a bécsi polgári forradalom után, 1849/50-ben alakult meg. 

## Lakosság
A Sankt Peter am Kammersberg-i önkormányzat területén 2017 januárjában 2069 fő élt. A lakosságszám 1991-ben érte el csúcspontját (2279 fővel), azóta csökkenő tendenciát mutat. 2015-ben a helybeliek 94,7%-a volt osztrák állampolgár; a külföldiek közül 1,3% a régi (2004 előtti), 0,8% az új EU-tagállamokból érkezett. 0,1% a volt Jugoszlávia (Szlovénia és Horvátország nélkül) vagy Törökország, 3,1% egyéb országok polgára. 2001-ben a lakosok 96,3%-a római katolikusnak, 0,7% evangélikusnak, 1,6% pedig felekezet nélkülinek vallotta magát. Ugyanekkor 7 magyar élt a mezővárosban.

## Látnivalók

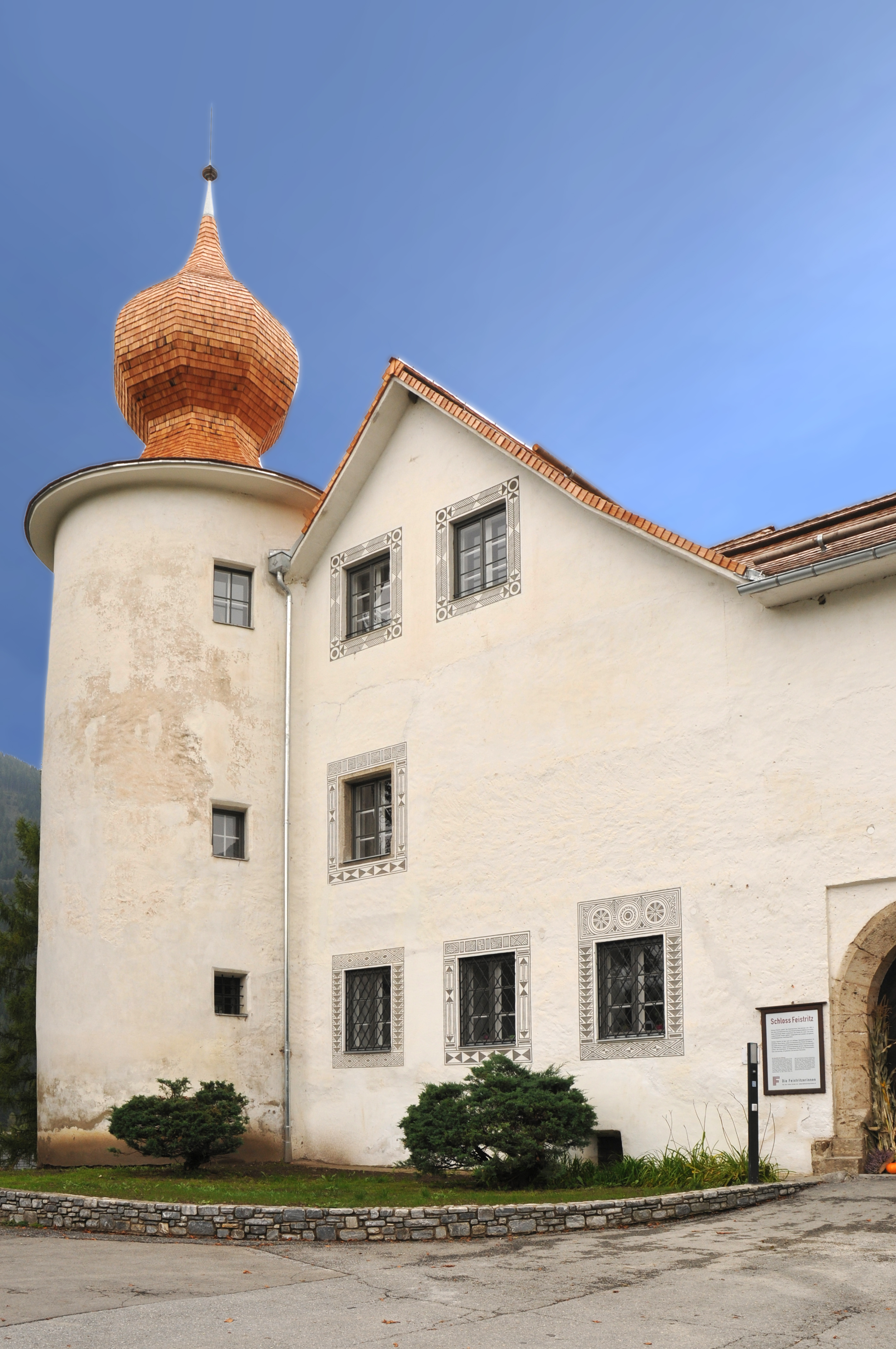
A feistritzi kastély

- Feistritz kastélyát 1343-ban említik először; a várat a 16. században kibővítették és kastéllyá alakították át. 1950 óta mezőgazdasági szakiskola működik benne.
- a Szt. Péter-plébániatemplom
- a templom melletti Szt. Mihálynak szentelt, kerek csontház, külső falán 1500 körüli freskóval
- az althofeni Szt. Bertalan-templom
- a feistritzi vízimalom

## Fordítás
- Ez a szócikk részben vagy egészben  a   St. Peter am Kammersberg című német Wikipédia-szócikk ezen változatának fordításán alapul.  Az eredeti cikk szerkesztőit annak laptörténete sorolja fel. Ez a jelzés csupán a megfogalmazás eredetét és a szerzői jogokat jelzi, nem szolgál a cikkben szereplő információk forrásmegjelöléseként.